# هرباخ
هرباخ (به آلمانی: Harbach) یک شهر در آلمان است که در راینلاند-فالتس واقع شده‌است.

## خصوصیات
هرباخ ۵۸۱ نفر جمعیت دارد.